# 蔡建国
蔡建国（1953年—），浙江绍兴人，汉族，中华人民共和国政治人物，第十一届全国政协委员、第十二届全国政协委员。
加入中国致公党，担任致公党中央常委、上海市副主委、上海市政府侨办副主任。2008年，当选第十一届全国政协委员，代表对外友好界，分入第四十七组。并担任外事委员会专委。